# Штанько, Гавриил Степанович
Гавриил Степанович Штанько (1898, село Малые Копани — ?) — украинский советский деятель, председатель колхоза «Новая жизнь» Скадовского района Херсонской области. Депутат Верховного Совета СССР 2-го созыва.

## Биография
Родился в крестьянской семье. С 1918 по 1922 год служил в Красной армии, участник Гражданской войны в России.
Работал в колхозе.
С 1941 года — в Красной армии, участник Великой Отечественной войны. Служил телефонистом 337-й отдельной роты связи (921-го отдельного батальона связи) 714-го стрелкового полка 416-й стрелковой дивизии 32-го стрелкового корпуса. Воевал на Южном, Северо-Кавказском, Закавказском, Юго-Западном, 4-м и 3-м Украинских и 1-м Белорусском фронтах. Во время боевых действий был трижды ранен.
Член ВКП(б) с 1943 года.
На 1945—1948 годы — председатель колхоза «Новая жизнь» села Широкое Скадовского района Херсонской области.
Умер до 1985 года.

## Звание
- старшина

## Награды
- орден Отечественной войны II ст. (9.05.1945)
- орден Красной Звезды (10.07.1943)
- медали